# Valerie Link
Valerie Link (* 6. Juni 1979 in Freiburg im Breisgau) ist deutsche Musicaldarstellerin.

## Leben
Valerie Link machte ihre Ausbildung an der Stage School of Music, Dance and Drama in Hamburg. Während ihrer Ausbildung sammelte sie Bühnenerfahrung in Produktionen wie Zarzuela La Verbena De La Paloma oder Swing Heil.
Valerie Link ist seit Dezember 2014 mit dem Stuttgarter Immobilienunternehmer Michael Maile verheiratet, mit dem sie 2016 ihr erstes Kind bekam.
2017 meldete sich Link aus ihrer Elternzeit als künstlerische Leiterin beim Musical "Bodyguard" in Stuttgart zurück.
2018 bekam Valerie Link ihren zweiten Sohn.

## Engagements
- 2001–2002: Mozart (Neue Flora Hamburg als Swing, Cover Nannerl und Josepha)
- 2002–2003: Mamma Mia! (Operettenhaus Hamburg als Swing, Cover Sophie und Ali)
- 2003–2004: Les Misérables (Theater des Westens Berlin als Cosette)
- 2004–2006: Mamma Mia! (Operettenhaus Hamburg als Swing, Cover Sophie und Ali)
- 2006–2007: Les Misérables (Stadttheater Lüneburg als Cosette)
- 2007: Mamma Mia! (Operettenhaus Hamburg als Sophie)
- 2007–2008: Wicked – Die Hexen von Oz (Palladium Theater Stuttgart als Swing und Cover Glinda)
- 2008–2010: Wicked – Die Hexen von Oz (Palladium Theater Stuttgart als Glinda alternierend)
- 2010–2011: Wicked – Die Hexen von Oz (Metronom Theater Oberhausen als Glinda alternierend)
- 2011–2013:  Rebecca (Stage Palladium Theater Stuttgart) zunächst als Cover Ich / Ensemble, ab 2012 als Hauptbesetzung Ich
- 2013–2015 Das Phantom der Oper (Neue Flora Hamburg als Christine)
- 2017:  Dracula (Theater Nordhausen als Mina Murrey)